# バル・ド・ドゥブラ

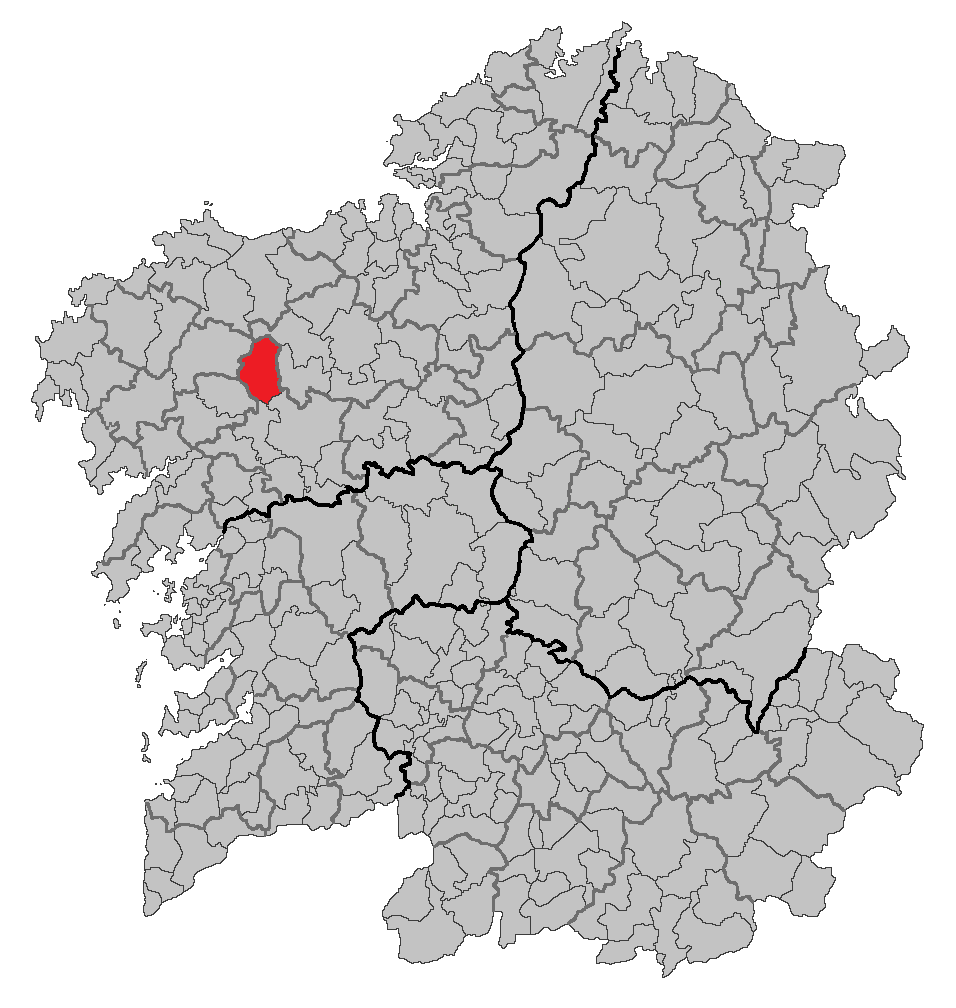
ガリシア州内の位置

バル・ド・ドゥブラ（Val do Dubra）は、スペイン、ガリシア州、ア・コルーニャ県の自治体。コマルカ・デ・サンティアーゴに属する。ガリシア統計局によれば2013年の人口は4,136人で、人口はここ数年減少傾向にあり、2011年の人口は4,313人、2009年の人口は4,423人、2008年は4,481人、2007年は4,515人、2006年は4,580人であった。住民呼称はdubrés/-esa、もしくはvaldubrés/-esa。カスティーリャ語表記はValle del Dubra（バジェ・デル・ドゥブラ）。
ガリシア語話者の自治体人口に占める割合は99.44％（2001年）。

## 地理
バル・ド・ドゥブラはア・コルーニャ県の中部に位置し、コマルカ・デ・サンティアーゴに属している。北はトルドイアと、東はトラソと、南はサンティアゴ・デ・コンポステーラとアメスとア・バーニャと、西はサンタ・コンバの各自治体と隣接、自治体中心地区はベンビブレ教区のベンビブレ地区。
バル・ド・ドゥブラはオルデス司法管轄区に属す。

### 人口
住民は12の教区の99の地区（集落）に居住する。
| バル・ド・ドゥブラの人口推移 1900－2010                 |
|                                                         |
| 出典:INE（スペイン国立統計局）1900年 - 1991年、1996年 - |

## 歴史
自治体は1835年ブシャンの名称で創設された（今日のブシャン教区に相当）。1960年に現行の名称バル・ド・ドゥブラに改称された。

## 政治
自治体首長はガリシア国民党（PPdeG）のラモン・カミーロ・バレーラ・マリーニョ（Ramón Camilo Varela Mariño）、自治体評議員はガリシア国民党：6、ガリシア民族主義ブロック（BNG）：4、ガリシア社会党 （PSdeG）：1となっている（2011年5月22日の自治体選挙結果、得票順）。
| 1999年6月13日自治体選挙 |        |        |          |
| 政党                    | 得票数 | 得票率 | 獲得議席 |
| PPdeG                   | 1,921  | 59.98% | 8        |
| PSdeG-PSOE              | 1,038  | 32.41% | 4        |
| BNG                     | 230    | 7.18%  | 1        |

| 2003年5月25日自治体選挙 |        |        |          |
| 政党                    | 得票数 | 得票率 | 獲得議席 |
| PPdeG                   | 1,828  | 57.30% | 7        |
| BNG                     | 735    | 23.04% | 2        |
| PSdeG-PSOE              | 592    | 18.56% | 2        |

| 2007年5月27日自治体選挙 |        |        |          |
| 政党                    | 得票数 | 得票率 | 獲得議席 |
| PPdeG                   | 1,662  | 51.20% | 6        |
| BNG                     | 789    | 24.31% | 3        |
| PSdeG-PSOE              | 495    | 15.25% | 1        |
| TEGA                    | 276    | 8.50%  | 1        |
| N.A.E.U.                | 12     | 0.37%  | 0        |

| 2011年5月22日自治体選挙 |        |        |          |
| 政党                    | 得票数 | 得票率 | 獲得議席 |
| PPdeG                   | 1,494  | 50.39% | 6        |
| BNG                     | 1,138  | 38.38% | 4        |
| PSdeG-PSOE              | 303    | 10.22% | 1        |

## 教区
バル・ド・ドゥブラは12の教区に分けられる。太字は自治体中心地区のある教区。
- アラベーショ（サンタ・マリーア）
- ベンビブレ（サン・サルバドール）
- ブシャン（サンティアーゴ）
- コウシエイロ（サン・マルティーニョ）
- エルビニョウ（サン・クリストボ）
- ニベイロ（サン・ビセンテ）
- パラーモス（サンタ・マリーア）
- ポルトメイロ（サン・コスメ）
- ポルトモウロ（サン・クリストボ）
- リアル（サン・ビセンテ）
- サン・ロマン（サンタ・マリーニャ）
- ビラリーニョ（サン・ペドロ）